# 秋元弓枝
秋元 弓枝（あきもと ゆみえ、1979年1月12日 - ）は、日本の女性モデル、タレント。旧姓、井田 弓枝（いだ ゆみえ）。
栃木県出身。オスカープロモーションに所属していた。

## 来歴
- 1991年、第5回全日本国民的美少女コンテストに出場（この年のグランプリは今村雅美）したのを機にオスカープロモーション入りし、モデル活動を開始。
- 2000年12月より、この年開局したばかりのBS日テレで放送されていた情報バラエティ番組『HAN-SAM』にレギュラー出演。同番組に出演したモデルと共に10人組ユニット「10ガールズ」を組み活動した。
- 2003年、平塚競輪場のイメージガールユニット「湘南ミルキーズ」の一員として活動。
- 2007年7月15日[1]、結婚を機に井田弓枝から「秋元弓枝」に改姓。2009年3月8日に第一子となる長男を[2]、2011年12月9日に第二子の次男を出産した[3]。

## 人物
- 趣味は音楽鑑賞、料理、ゴルフ、カラオケ。特技はモダンバレエ、ジャズダンス、スノーボード。
- 兄が1人いる[4]。
- かつて同じ事務所だった船津未帆[注釈 1][5][6]と広瀬グエ[注釈 2][7][8]とは10ガールズ時代からの親友で、今でも交流を続けている。

## 出演

### テレビ番組
- HAN-SAM（2000年12月 - 2002年9月、BS日テレ）

### テレビドラマ
- 独身3!!（2003年10月10日 - 12月19日、テレビ朝日）
- 虚貌 顔のない殺人者（2005年7月7日、テレビ朝日）